# Lanza del Vasto
Lanza del Vasto właściwe Giuseppe Giovanni Luigi Enrico Lanza di Trabia (ur. 29 września 1901 w San Vito dei Normanni, zm. 5 stycznia 1981 w Elche de la Sierra) – włoski filozof, poeta, artysta i lider europejskiego ruchu walki bez przemocy.
Był europejskim uczniem Mahatmy Gandhiego, pracował na rzecz dialogu między religiami według reguły szacunku do różnorodności, duchowej odnowy społecznej, szacunku i umiłowania natury i nie stosowania przemocy nonviolence.

## Wyprawa do Indii[1]
W grudniu 1936, Lanza odbył podróż do Indii. Przyłączył się wtedy do indyjskiego ruchu niepodległościowego, prowadzonego przez Gandhiego. Przez 6 miesięcy pracował z Mahatmą, a w czerwcu 1937 odbył pielgrzymkę w Himalaje, do źródeł rzeki Ganges. W trakcie wspinaczki usłyszał zdecydowane wewnętrzne wezwanie "Wracaj i buduj!", które rozpoznał jako polecenie do budowy w Europie ruchu Gandyjczyków Zachodu, czyli społecznego ruchu odnowy duchowej i wyrzeczenia się przemocy.
Mimo prośby Ghandiego o pozostanie jeszcze przez jakiś czas w Indiach, zdecydował się wracać do Europy, tak szybko jak to możliwe. W drodze powrotnej, w roku 1938 dotarł do administrowanej przez Brytyjczyków Palestyny, w której widział czołgi otaczające Bazylikę Narodzenia Pańskiego w Betlejem. Pod wpływem tego wydarzenia do swoich postulatów dodał pojednanie między wielkimi religiami, ale zaznaczając jednocześnie szacunek do odrębności każdej z nich.
Do Paryża dotarł w roku 1939, skąd obserwował rozwój totalitarnych ideologiii i rozpętanie II wojny światowej. W tym czasie, bezskutecznie próbował znaleźć współpracowników w pracy nad budową ruchu Gandyjczyków Zachodu. Przełomem okazał się rok 1943, gdy w okupowanej Francji, opublikował książkę opisującą jego podróż do Indii Return to the Source. Książką zdobył rozgłos i licznych zwolenników i przyjaciół w całej Francji.